# Prosopodopsis
Prosopodopsis – rodzaj muchówek z rodziny rączycowatych (Tachinidae).

## Wybrane gatunki
- P. appendiculata (de Meijere, 1910)[2][1]
- P. orbitalis (Baranov, 1938)[2]
- P. ruficornis (Chao, 2002)[1]